# Jurassic Park 3: Park Builder
Jurassic Park III: Park Builder est un jeu vidéo de gestion s'inspirant de l'univers des films Jurassic Park. Développé et édité par Konami, le jeu est sorti en 2001 sur Game Boy Advance.

## Système de jeu
Jurassic Park III: Park Builder propose au joueur de créer et de gérer un Jurassic Park. Le jeu est fondé sur Jurassic Park 3 (Jurassic Park III) et propose un concept similaire à Jurassic Park: Operation Genesis.

## Accueil
- Jeuxvideo.com : 14/20[2]